# Partit Popular Democristià (Moldàvia)
El Partit Popular Democristià (romanès Partidul Popular Creştin Democrat, PPCD) és un partit polític democristià de la república de Moldàvia. Liderat per Iurie Roşca, aquest és l'únic partit gran de Moldàvia, juntament amb el Partit Nacional Liberal, que dona suport la unificació de Romania i Moldàvia. El partit és el successor de l'antiga Convenció Democràtica de Moldàvia (1988-1989) i del Front Popular Cristià de Moldàvia (1992-1999).

## Història
L'Aliança per a la Democràcia i les Reformes, el primer govern de coalició en la història de Moldàvia, encapçalat per Ion Ciubuc, es va formar com a resultat de negociacions complexes després de les eleccions, format per la Convenció Democràtica de Moldàvia (26 diputats), pel Moviment per una Moldàvia Pròspera i Democràtica (24 diputats), i el Partit de les Forces Democràtiques (11 diputats).
Al març del 2005, el partit es va convertir en membre observador del Partit Popular Europeu i és membre ple del Moviment Polític Cristià Europeu. A les Eleccions legislatives moldaves de 2005 va obtenir un 9,1% dels vots i 11 de 101 escons. Tanmateix, el pacte amb els comunistes, en contra de la posició de la major part del seu electorat, va fer que després de les eleccions del juliol de 2009 es convertís en extraparlamentari.

## Resultats electorals
| Data                 | Nom del partit                                                        | Vots    | %      | Escons |
| -------------------- | --------------------------------------------------------------------- | ------- | ------ | ------ |
| 29 de juliol de 2009 | Partidul Popular Creştin Democrat (PPCD)                              | 30,173  | 1,91%  | -      |
| 5 d'april de 2009    | Partidul Popular Creştin Democrat (PPCD)                              | 46,549  | 3,03%  | -      |
| 6 de març de 2005    | Partidul Popular Creştin Democrat (PPCD)                              | 141,341 | 9,07%  | 11     |
| 25 de febrer de 2001 | Partidul Popular Creştin Democrat (PPCD)                              | 130,810 | 8,24%  | 11     |
| 22 de març de 1998   | Bloc electoral "Convenció Democràtica de Moldàvia" (CDM)              | 315,206 | 19,42% | 26     |
| 27 de febrer de 1994 | Blocul electoral "Alianţa Frontului Popular Creştin Democrat" (AFPCD) | 133,606 | 7,53%  | 9      |